# 城東駅

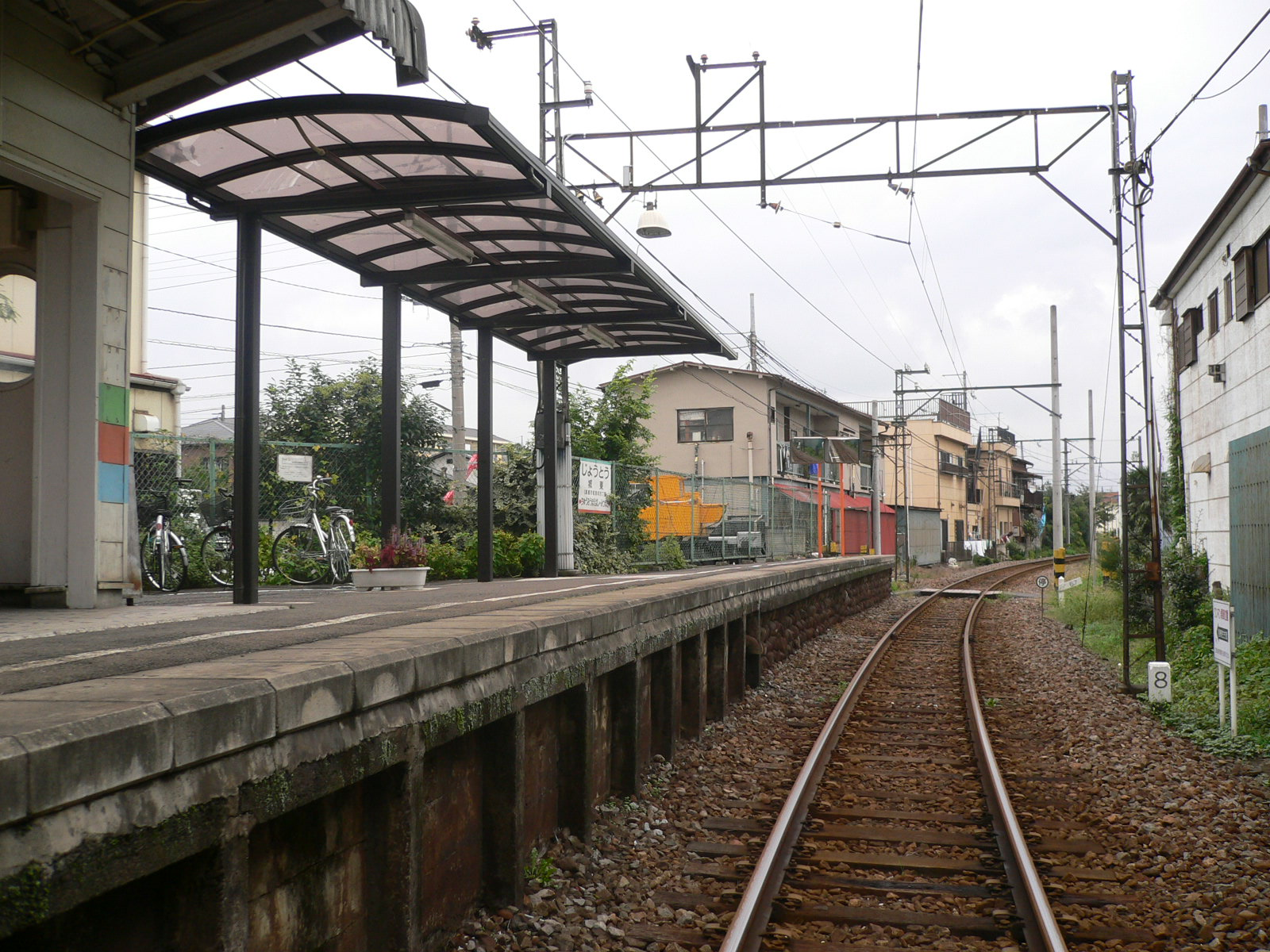
ホーム（西桐生方面を望む）

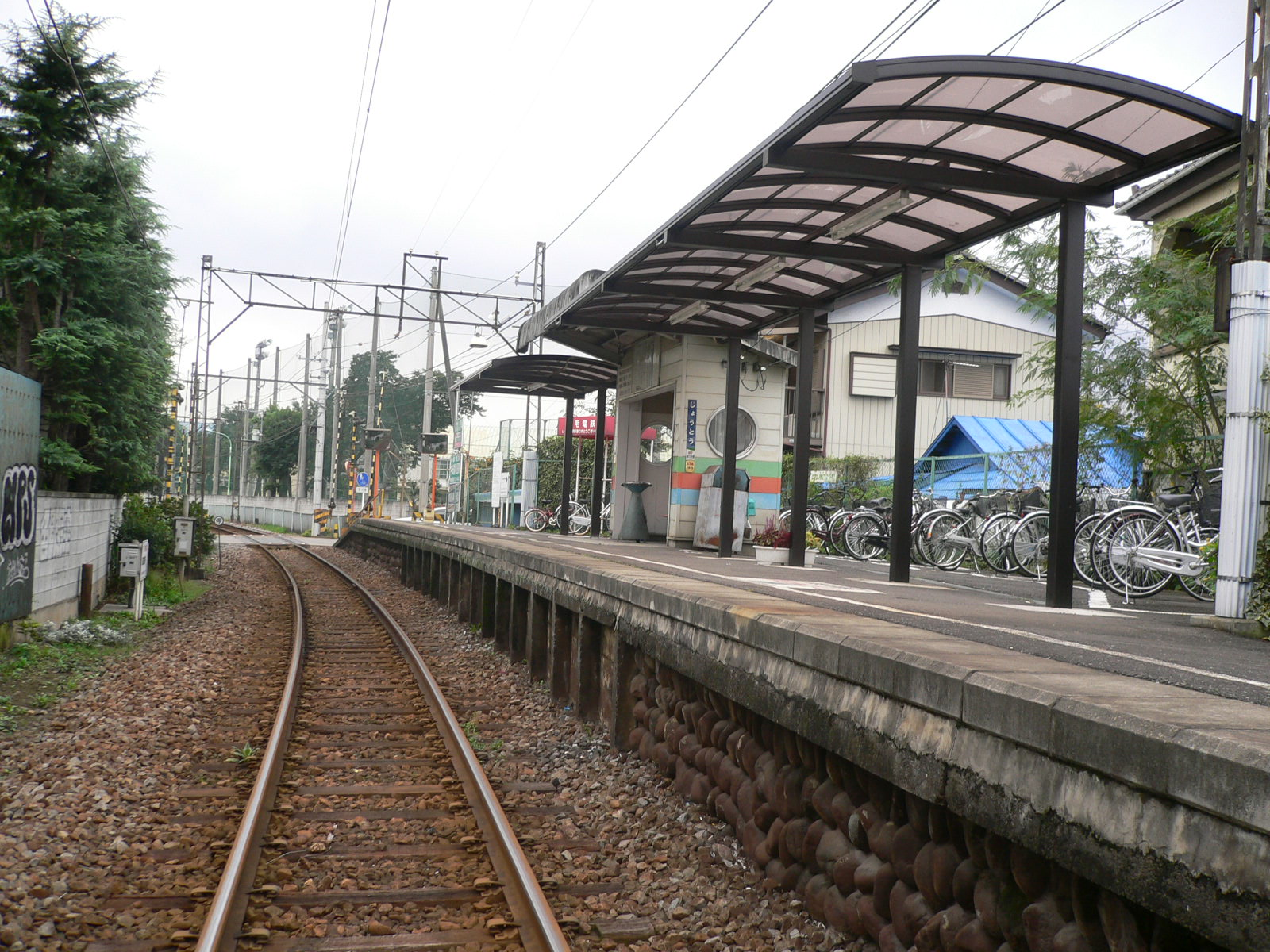
ホーム（中央前橋方面を望む）

城東駅（じょうとうえき）は、群馬県前橋市城東町四丁目にある上毛電気鉄道上毛線の駅である。

## 歴史
- 1928年（昭和3年）11月10日 - 一毛町駅（いっけまちえき）として開業[1]。
- 1994年（平成6年）4月10日 - 城東駅に改称[2]。

## 駅構造
単式ホーム1面1線を有する地上駅。無人駅である。
駅舎はないが、ホームに駐輪場がある。

## 利用状況
1日の平均乗降人員は以下の通りである。
| 年度   | 1日平均人数 |
| ------ | ----------- |
| 2011年 | 135         |
| 2012年 | 137         |
| 2013年 | 145         |
| 2014年 | 113         |
| 2015年 | 101         |
| 2016年 | 115         |
| 2017年 | 138         |
| 2018年 | 142         |

## 駅周辺
- マニハ食品
- 前橋こども公園
  - 前橋市児童文化センター
- 群馬県立勢多農林高等学校
- 前橋民主商工会
- 前橋赤十字病院

## 路線バス
最寄りのバス停は「城東駅前」である。
| 乗場     | 系統               | 主要経由地                                 | 行先   | 運行会社 | 備考 |
| -------- | ------------------ | ------------------------------------------ | ------ | -------- | ---- |
| 城東駅前 | 東循環線（左回り） | 中央前橋駅、本町                           | 前橋駅 | 永井運輸 |      |
| 城東駅前 | 東循環（右回り）   | 日赤入口、協立病院前、けやきウォーク前橋東 | 前橋駅 | 永井運輸 |      |

## 隣の駅
上毛電気鉄道
■上毛線
中央前橋駅 - 城東駅 - 三俣駅